# Museo delle mummie di Ferentillo
Il Museo delle mummie è un museo situato a Ferentillo (in provincia di Terni) che espone delle antiche mummie degli abitanti del paese.
Il museo venne creato alla fine del XIX secolo, quando scavi effettuati nella cripta della vecchia chiesa del paese portarono alla luce numerosi corpi mummificati, alcuni dei quali con gli abiti ben conservati. Con il passare degli anni però l'aria umida entrante dalle finestre iniziò a compromettere lo stato di conservazione, sia degli abiti che delle mummie stesse.
È proprio per evitare ulteriori danni e grazie al grande interesse suscitato dal fenomeno che nel 1992 è stato deciso di dar vita ad una nuova musealizzazione e di utilizzare nuove teche espositive per la conservazione dei corpi.

## Storia

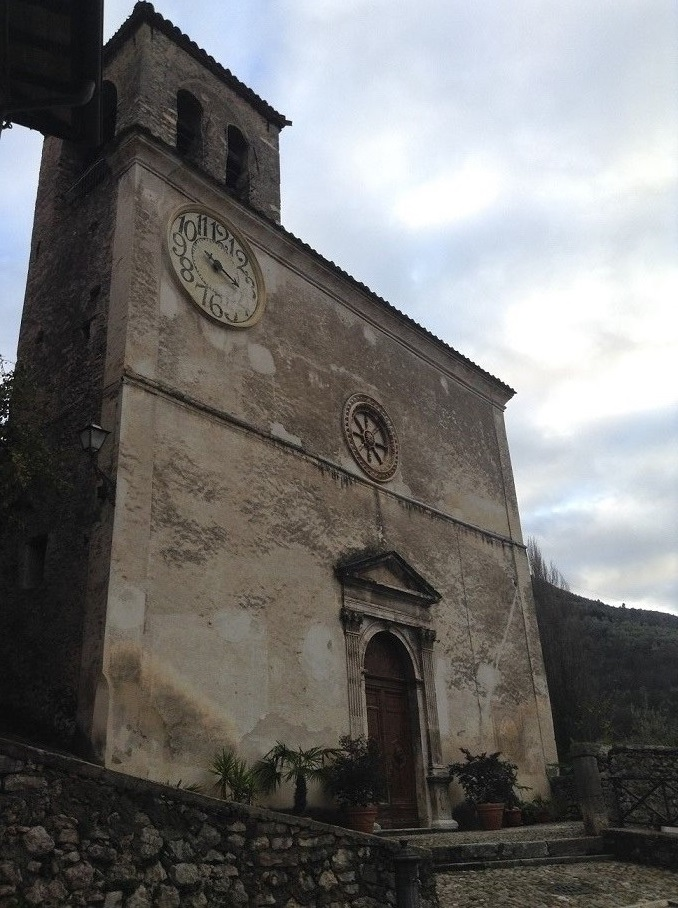
La Chiesa di Santo Stefano, sviluppata su due piani, quello in basso risalente intorno al XIII secolo, quello in alto intorno al XVI secolo. Interno a tre navate con affreschi attribuiti alla scuola del Perugino o di Iacopo Siculo (1559). Una cripta, lunga quanto l'edificio e divisa da pilastri in due navate e arricchita da frammenti di affreschi del XV secolo, fu utilizzata per diverso tempo come cimitero del comune; oggi ospita il Museo delle mummie.

Prima di un editto napoleonico — l'editto di Saint Cloud — che trasferì i cimiteri al di fuori delle città, i morti locali venivano seppelliti all'interno della chiesa di Ferentillo situata nella parte di paese chiamata Precetto. Dal XVI secolo in poi, quindi, i corpi dei defunti del paese venivano inumati all'interno della cripta romanica sulla quale era stata eretta la chiesa cinquecentesca di Santo Stefano. La chiesa sorge ai piedi del monte S. Angelo lungo la piccola strada che porta all'antica rocca pentagonale del borgo di Precetto. A seguito dell'editto di cui sopra, esteso all'Italia nel 1806, solo nel 1871 (l'ultima sepoltura nella cripta è documentata infatti al 18 Maggio 1871) i frati cappuccini, responsabili della cripta, decisero che si doveva procedere a disseppellire i cadaveri lì sepolti, e si scoprì che i corpi riesumati si erano quasi perfettamente conservati, talvolta ancora muniti dei vestiti con i quali erano stati sepolti, spesso ancora forniti di pelle, capelli, barba, peli e denti. I corpi in buono stato di conservazione rinvenuti furono moltissimi, ma in seguito a causa del disinteresse iniziale, delle mutate condizioni climatiche e di maldestre operazioni di mantenimento della conservazione, il numero dei corpi si ridusse a 25 circa. Nel 1887 l'Accademia dei Lincei pubblicò uno studio dettagliato sul curioso fenomeno della mummificazione dei corpi ad opera degli studiosi Carlo Maggiorani e Dott. Aliprando Moriggia, professori universitari, che, supportati dal chimico Vincenzo Latini, si dichiararono convinti che la mummificazione fosse da imputarsi al tipo di terreno ricco di silicati di ferro e di allumina, di solfato e nitrati di calcio di magnesio ed ammoniaca, alla ventilazione del locale ed alla presenza sulla pelle delle mummie di microrganismi che nutrendosi delle materie decomponibili dei cadaveri li essiccano velocemente. In seguito il terreno della cripta è stato analizzato nel tentativo di ricavare dati certi per consolidare le ipotesi formulate sul perché i corpi si siano mummificati, ma la ragione certa non è stata individuata; seguirono però tentativi sul processo di mummificazione con corpi di animali, che rivelarono il rapido processo di mummificazione del terreno della cripta. Sembra comunque probabile che a mummificare le salme sia un batterio che disidrata i corpi.

### Le mummie
(Iscrizione all'entrata del museo)

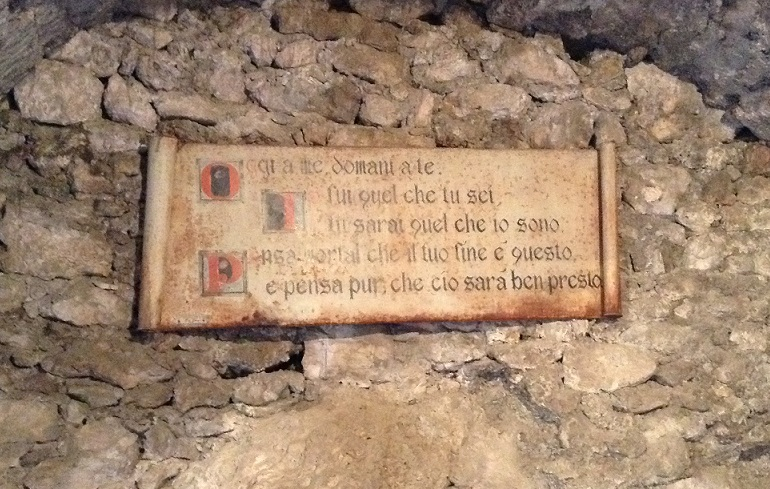
L'iscrizione all'entrata del museo

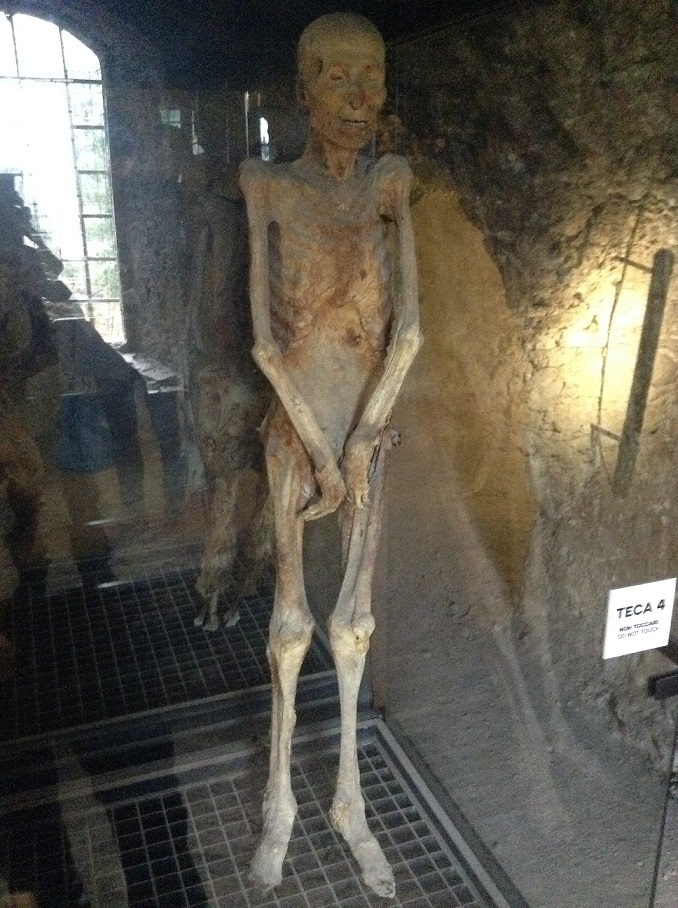
Una delle mummie conservate nel museo

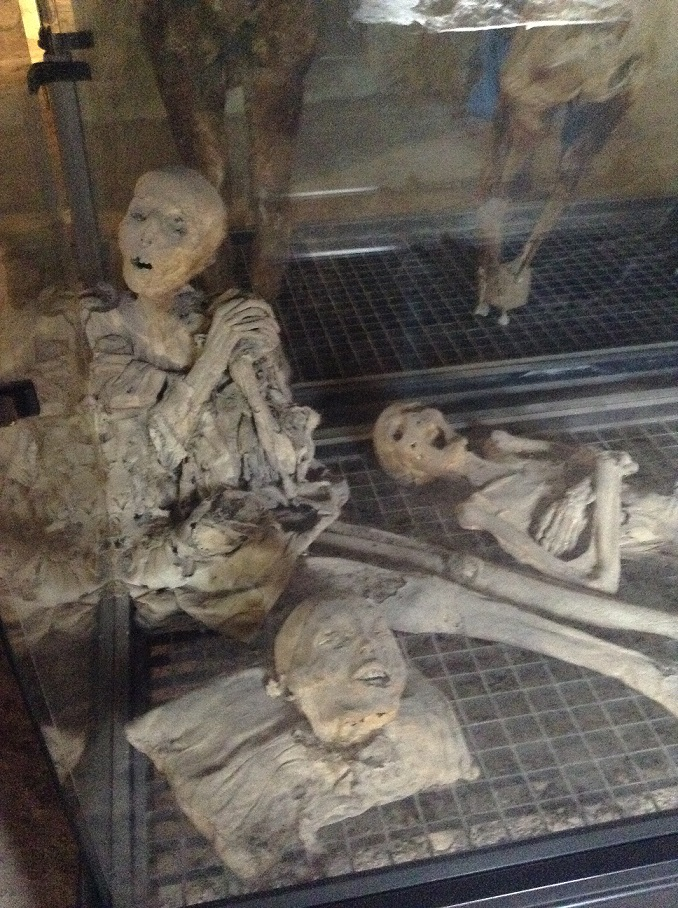
Le mummie dei "due sposi cinesi", la donna a sinistra conserva ancora gli abiti e le unghie, mentre dell'uomo è rimasta solo la testa

Ad oggi si contano 24 mummie umane (tre sono esposte presso il Museo Anatomico dell'Università di Perugia) che comprendono uomini, donne e bambini come pure 10 teste conservate, più di 270 teschi, una bara ancora sigillata e due volatili mummificati (uno di essi è un'aquila) a seguito di esperimenti effettuati nel secolo scorso. Durante gli ultimi interventi di pulitura e manutenzione della cripta sono state rinvenute delle sepolture nella sala antecedente la stessa, forse destinate ai non battezzati.
Si conosce la storia solo di alcune delle mummie esposte; le informazioni sono ricavate da racconti orali e ricerche negli archivi ecclesiastici.
Una particolare ricostruzione riguarda le mummie di due asiatici (riconoscibili dalla caratteristica fisionomia). Le leggende narrano di un ricco uomo e della sua sposa, probabilmente cinesi, in viaggio di nozze in Italia in occasione del Giubileo del 1750; dopo essersi ammalati, morirono a Ferentillo, dove furono sepolti nella chiesa del paese. La leggenda è supportata dalla presenza dei loro abiti, in buona condizione fino agli anni settanta.
Altra curiosità riguarda il corpo custodito nell'unica bara ancora chiusa presente nella cripta. Si tratta di un avvocato del luogo ucciso da numerose pugnalate la cui mummia non viene esposta per rispetto nei riguardi dei discendenti dell'uomo ancora viventi e residenti a Ferentillo. Uno degli assalitori rimase anch'esso ucciso durante l'omicidio, e il suo corpo è esposto in una delle teche del museo.
Presenti anche le mummie di una giovane donna morta di parto sepolta insieme al feto nato morto, di una vecchia contadina con gli abiti ancora intatti, e di due soldati napoleonici scesi in Italia durante la campagna d'Italia del 1796-1797, entrambi mostrano segni di tortura, ed uno di essi venne impiccato. Ignota la causa dell'esecuzione.

### La cripta
La cripta della chiesa di Santo Stefano nasce a seguito della riorganizzazione urbanistica del paese voluta dai nobili Lorenzo e Franceschetto Cybo alla fine del XV secolo. Il progetto prevedeva l'edificazione di varie nuove chiese in tutto il territorio, e nello specifico di una dedicata a Santo Stefano, da costruirsi presso il Borgo di Precetto in un'area dove già sorgeva una chiesa medievale del XIII secolo. La vecchia chiesa preesistente però non venne demolita, ma fu invece utilizzata come base per le fondamenta della nuova costruzione. Essa fu riattata a cripta sepolcrale della chiesa "superiore". La cripta venne quindi riempita con della terra derivante dai materiali di scarto della lavorazione della pietra utilizzata per edificare la nuova chiesa superiore, che andò a modificare il livello della pavimentazione originaria.
La cripta, lunga ventiquattro metri, larga nove ed alta circa due, presenta ancora oggi elementi architettonici ed artistici risalenti alla fase della chiesa medievale del XIII secolo. Sono ancora visibili l'antico portale di ingresso, i resti dell'abside che venne demolito per fare spazio ai pilastri, e resti di affreschi del XIV e XV secolo. Il pavimento è costituito dalla terra utilizzata per le sepolture resa compatta dalle infiltrazioni. Sul lato nord della chiesa si può notare la roccia viva a cui è appoggiata la costruzione.

## Galleria d'immagini

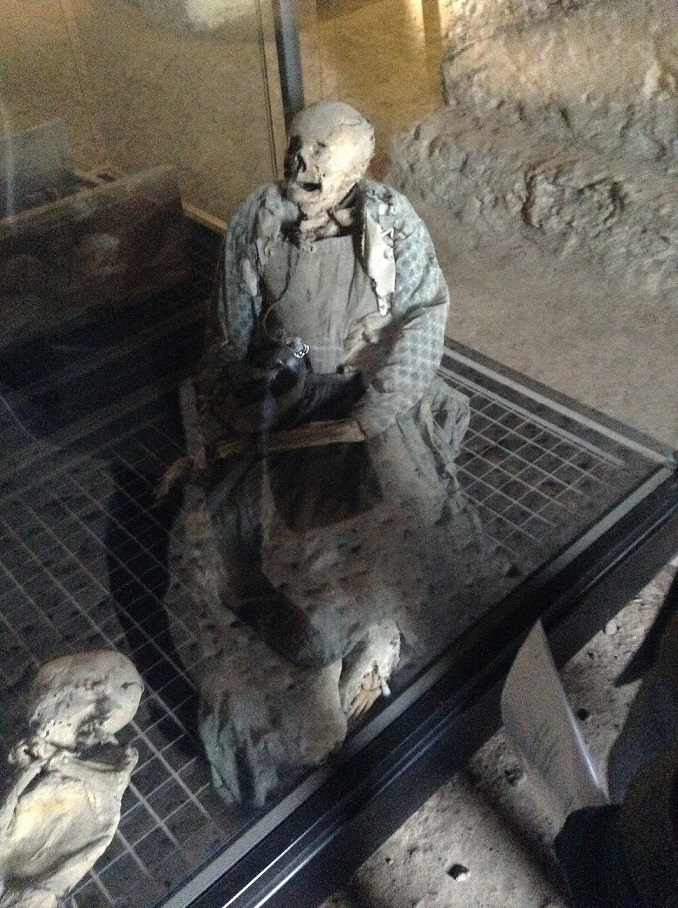
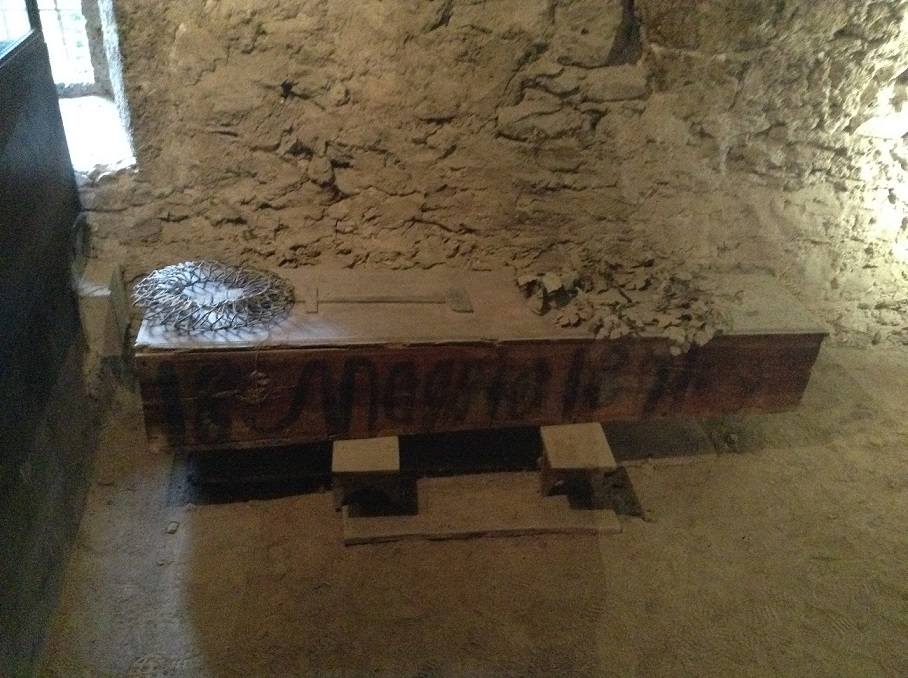
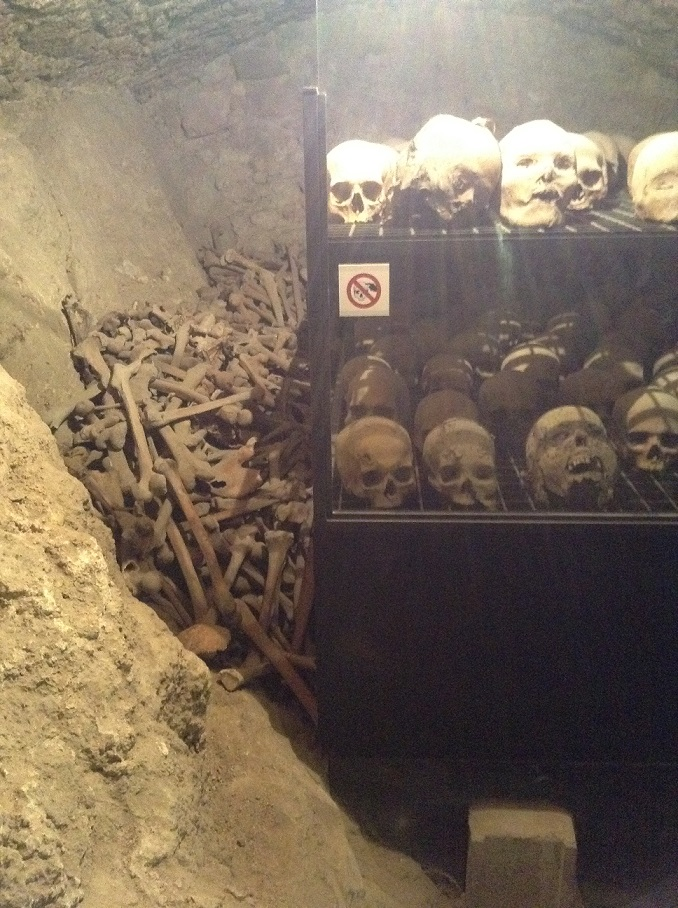
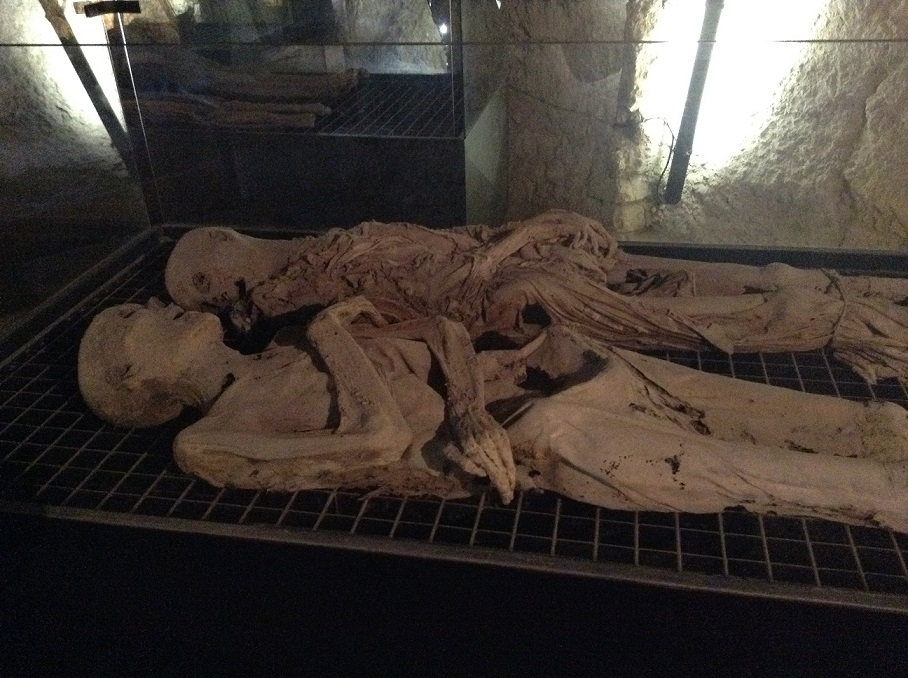
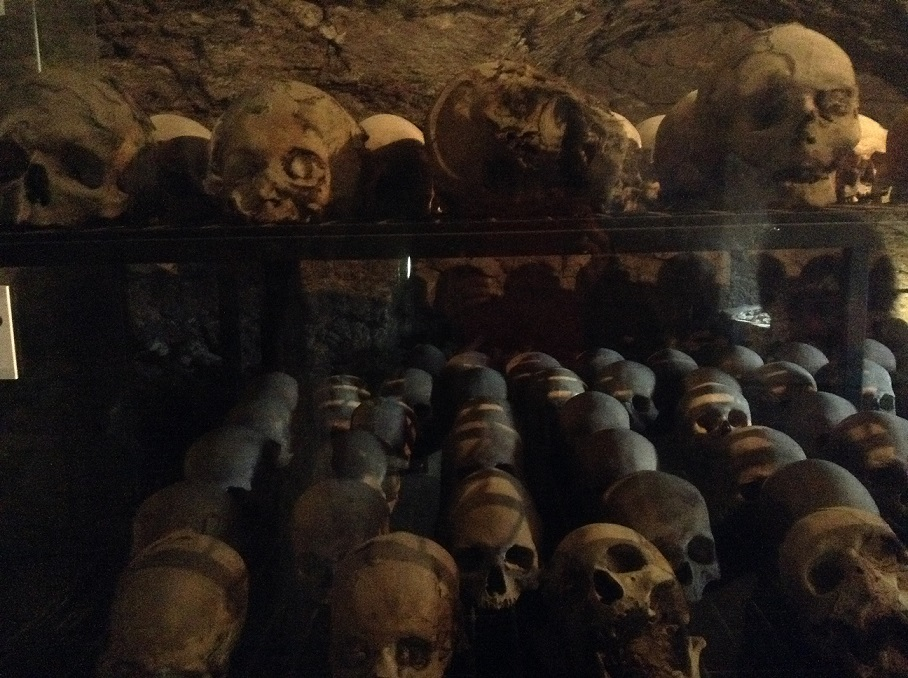
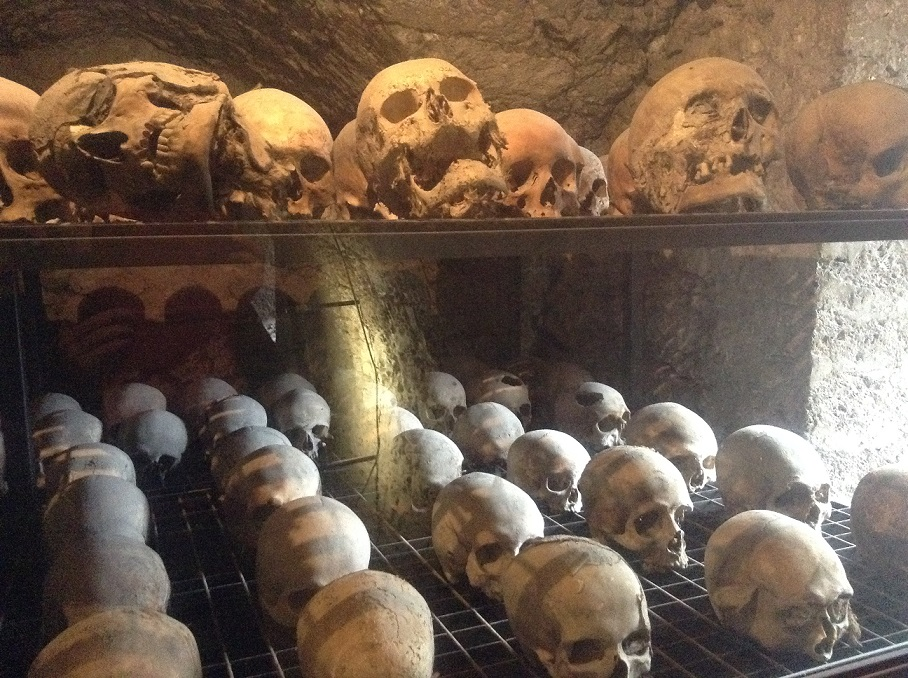
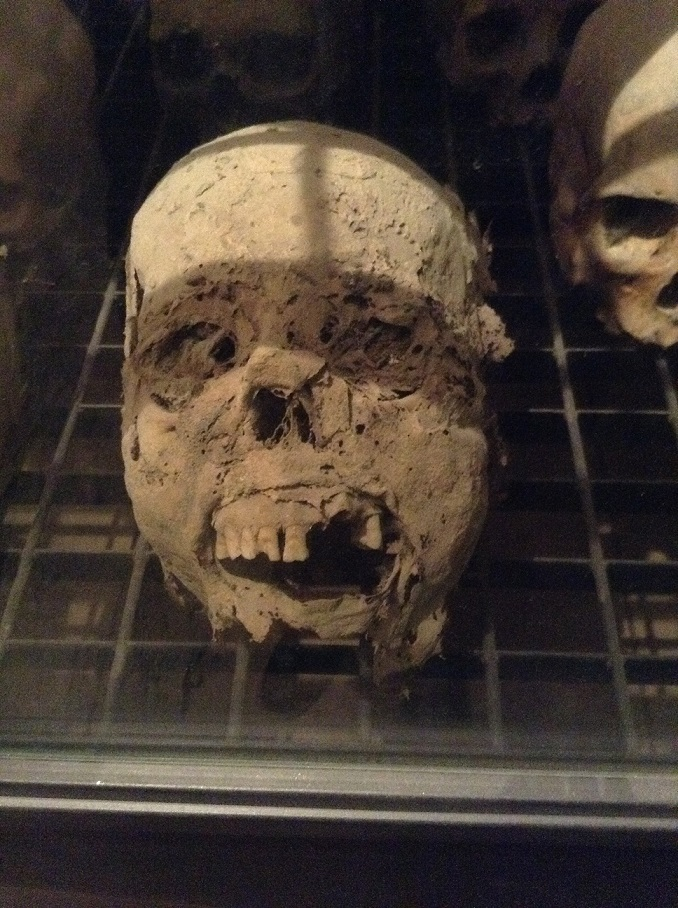
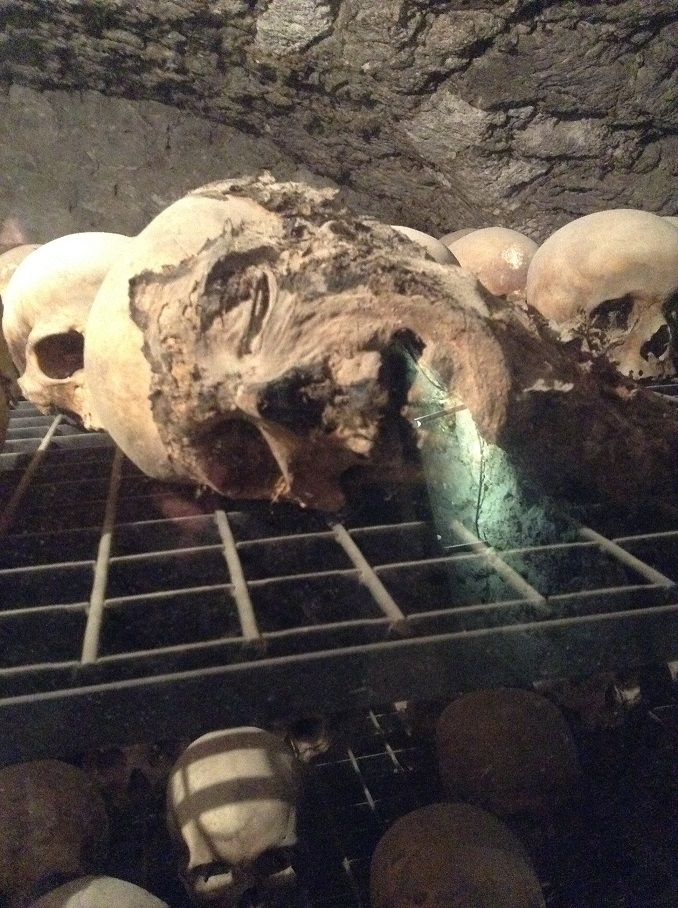